# Zamciogi, Strășeni
Zamciogi este un sat din cadrul comunei Rădeni din raionul Strășeni, Republica Moldova. 
Satul așezat între două dealuri și protejat de pădure, Zamciogi a fost atestat documentar în anul 1641. 

## Nume
Denumirea își are origine veche, rădăcina cuvântului „Zam” se întâlnește și în alte cuvinte de origine geto-dacică precum Zamolksis, Zamoldekikos etc. care ar însemna după unele teorii străin sau înstrăinat. Cealaltă parte a cuvântului se presupune că ar fi de origine slavă și că ar avea aceeași semnificație, este deci o dublă menționare în limbi diferite. Acest fenomen este întâlnit și la alte localități. După spusele localnicilor denumirea satului ar putea proveni de la ultimul boier Cristea, care cultiva pe teritoriul satului zămoși (pepene galben) pe care îi vindea cumpărătorilor străini. Aceștia nu puteau pronunța numele de ”zămoși” și deci cu timpul a fost schimbat în Zamciogi.

## Geografie

### Relief
Satul Zamciogi este situat pe Podișul Codrilor, pe malul drept al râului Ichel. La o altitudine de 77 m de la nivelul mării. Înclinația reliefului este de la Nord-Vest la Sud-Est.  Situată la Vest de cariera Micăuți de unde se extrage calcar pentru producerea pietrei brute și producerea varului, și rezerve de argilă.

### Clima
Predomină vânturile de Nord-Vest. Cantitatea anuală de precipitații variază de la 300 mm la 400 mm. Temperatura medie (°C) în iulie 21-22, iar în ianuarie (-3) - (-4). Condiții agroclimatice favorabile pentru creșterea cerealelor, pomilor fructiferi și vița-de-vie. 

### Solurile
În regiunea satului predomină solurile brune și cenuși molice. Bonitatea solului este de cca 60p.

### Vegetația
Situat în districtul pădurilor de gorun, stejar și fag din Centrul Moldovei, dar se întâlnesc salcâm, tei, cireșul sălbatic, etc. 

## Istorie

### Date arheologice
Pe teritoriul satului au fost depistate urme ale culturii arheologice Chișinău - Corlăteni din secolul al IX-lea î.e.n. în apropiere de cimitirul actual al satului.
În vara anului 2012 pe moșia satului Zamciogi a fost făcută o descoperire unică în Republica Moldova. Este vorba despre o așezare reprezentativă din epoca romană târzie (sec. IV d.Hr.) aparținând culturii Sântana de Mureș-Cerneahov.

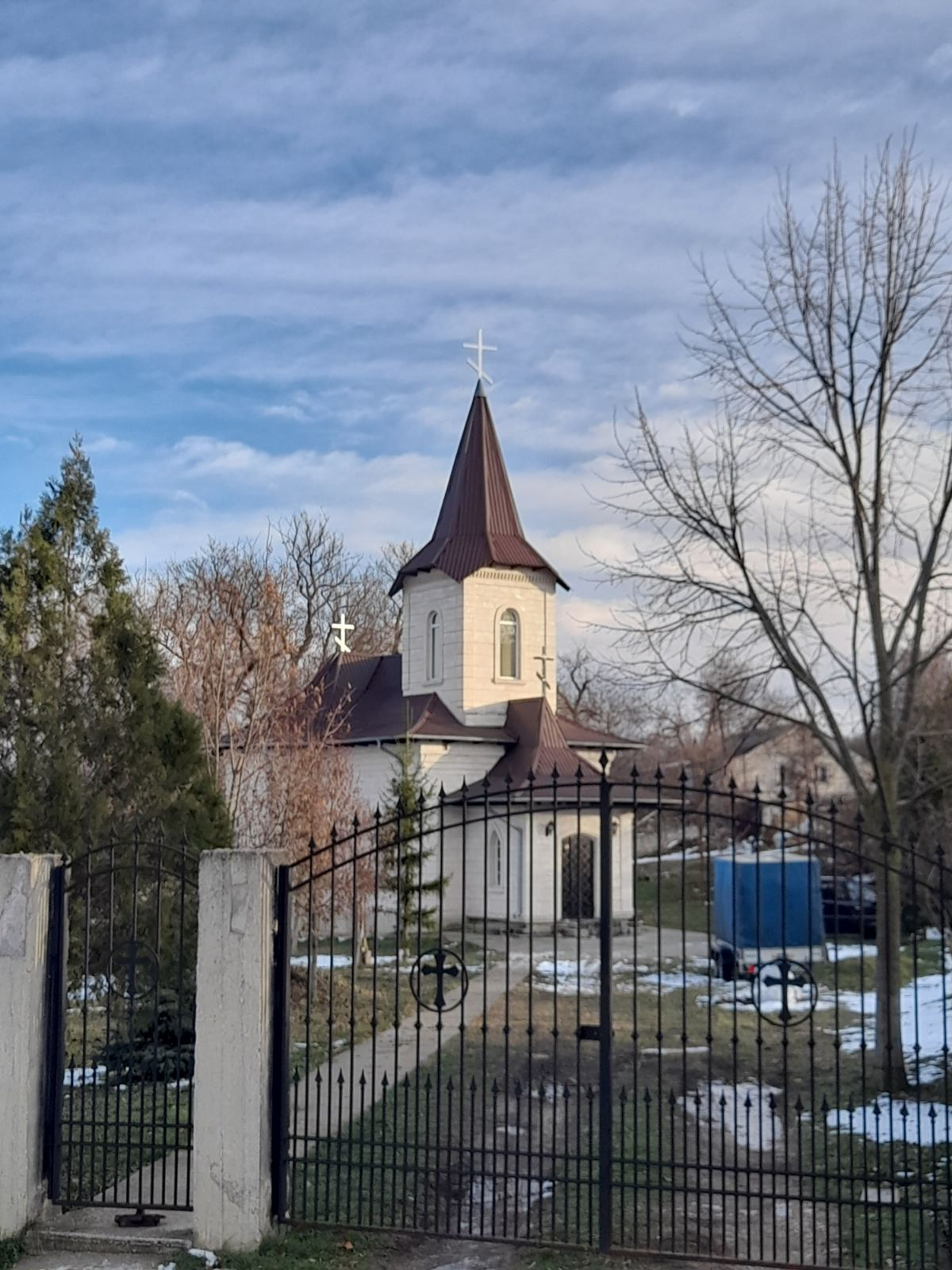

Investigațiile arheologice s-au desfășurat în capătul vestic al iazului în curs de amenajare, fundul căruia se află la adâncimea de peste 5-6 metri de la suprafața actuală a solului. În rezultatul cercetărilor au fost identificate două complexe adâncite (dintre care unul reprezintă probabil o fântână) și descoperite numeroase resturi faunistice și fragmente ceramice de factură Sântana de Mureș-Cerneahov și romane de import, precum și lemn, sub forma unor grinzi, unele foarte bine conservate. Excepțional este și faptul că a fost depistată și o unealtă de tipul unei vâsle, păstrată relativ bine, datorită faptului că zona este una mlăștinoasă, cu multe izvoare. Este vorba despre o descoperire unicat pentru spațiul dintre Bug și Tisa, întrucât unelte din lemn de o asemenea vechime nu au mai fost descoperite.
Au fost scoase la lumina zilei și fragmente de ceramică cenușie, fragmente de amfore romane cu gâtul îngust în care se depozita vin, ulei de măsline și amfore cu gâtul lat pentru pește sărat și alte alimente.

### Atestare documentară
Satul Zamciogi este menționat documentar în anul 1641, într-un hrisov unde apar, în calitate de martori la o hotărnicie, Ionașco Maior și Dan Văscan din satul Zamceni:
„Noi, Vasile voievod, din mila lui Dumnezeu, domn al Țării Moldovei. Cu această carte domnească a noastră înștiințăm că au venit înaintea noastră și înaintea tuturor boierilor noștri moldoveni, mari și mici, Ionașco Popescul, Dumitru Tulbure și Fârștat cu celelalte rude ale lor din satul Tulburești, ce este în ținutul Orhei, și în repetate rânduri s-au judecat cu slugile noastre: pitarul Nicoară, dascălul Vasile, cu fiii lor, Vasile și Ștefan, și cu alte rude ale lor, cu nepoții lui Popșa, din satul Popșești, pentru un iaz, ce este pe Bezin, la gura Lopatnei, unde se varsă Lopatna în Bezin, la hotarul satului Popșești.

...

Prin urmare, mai sus scrisul vornic Neniul, după porunca primită, adunând mulți oameni, bătrâni de frunte, anume: Iosif din seliștea Biliești, Ionașcu Breahnă din Ghirești, Petrache dascăl din Ghibrilești, Gliga Copilean din Copileni, Ivancea din Drăsliceni, Ionașco Maior din Zamceni, Dan Văscan de acolo și alții din împrejurimile acelui pământ, oameni cinstiți, care cu dreptate au mărturisit că acel iaz, ce este în seliștea Popșești, este din Bezin, unde se varsă Lopatna în Bezin, și este pe pârâul Bezin din timpurile străvechi.

...

Iași, anul 7150 <1641> decembrie 13 zile.

A iscălit Gavril Mateiaș mare logofăt.”

### În perioada administrației române
Conform datelor statistice publica în Dicționarul Statistic al Basarabiei din 1923, în satul Zamciogi au fost estimați 281 bărbați, 278 femei și 125 de clădiri. Din punct de vedere economic populația era antrenată în activități agricole, existând o grădiniță de zarzavat (plantație de plante legumicole), gospodărie boierească, moară. În 1923 satul Zamciogi aparținea de Rădeni, unde se afla primăria comunei, dar activa o poștă rurală locală.

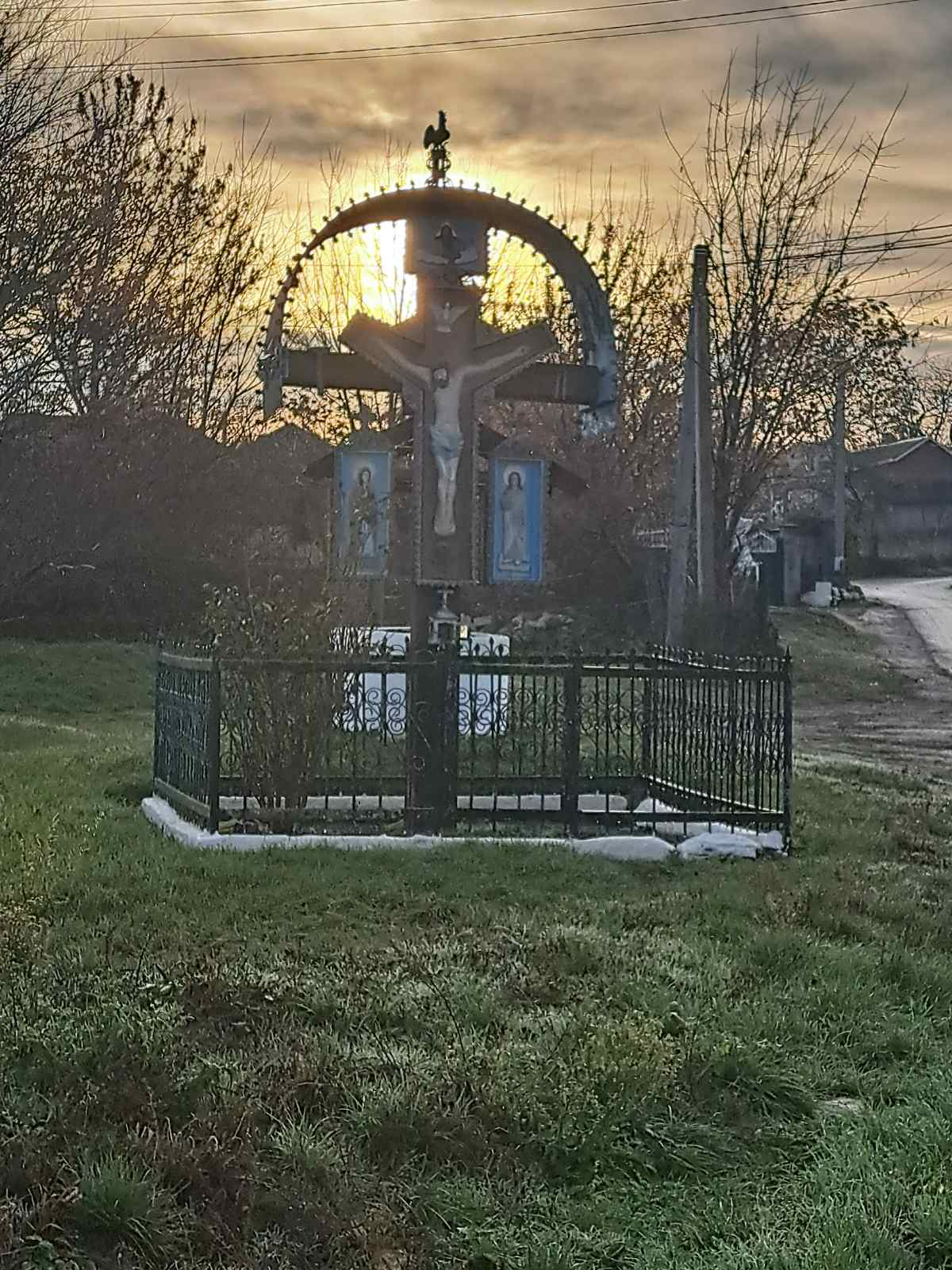
Răscruce din satul Zamciogi

### Anii celuii de-al Doilea Război Mondial
Conform surselor sătenilor în acea perioadă dacă cineva din săteni se plimba noapte era pedepsit. Băieți de la 15 ani erau numiți premilitari, făceau exerciții militare împreună cu profesorul din sat ,pe nume Bălățescu. Era obligatoriu ca ei să poarte un chipiu galben pe care îl cumpărau părinții, cine nu îl avea era aspru pedepsit. În ani 1943 doi parașutiști au ajuns din greșeală în sat, în loc să aterizeze la partizani din Pădurea Rădeniului la Călărași unde aveau un detașament, ei au aterizat în satul Zamciogi. Unde jandarmii au obligat toată lumea să meargă în căutarea lor ,să-i prindă. În consecință unul din ei s-a sinucis, iar altul a fost găsit de jandarmii și împușcat. Nemții treceau prin sat, dar nu se rețineau pe mult timp. La sfârșitul anului 1943,începutul anului 1944 bărbații din sat erau duși să sape tranșee înspre Orhei, că să se apere de armata sovietică.

### Deportările din 1949
În listele celor deportați se regăsesc și locuitori ai satului Zamciogi. Cojocari Nadejda este una dintre victimele ridicate în noaptea de 5 spre 6 iulie, pe atunci căsătorită, având doar 25 de ani. Împreună cu părinții au fost urcați de către milițieni într-o mașină și au fost duși în Strășeni. De unde cu trenul au fost duși la Omsk. În urma climei aspre tatăl fetei a murit în 1955 de frig și foame, iar mama fetei lucra ca servitoare, spăla rufe, albituri,etc. Nadejda s-a întors acasă la 14 octombrie 1956. Astăzi este bolnavă de mai multe boli, trăind cu amintirile groaznice din cei 7 ani petrecuți în Siberia.
Aceiași soartă a avut-o și Panfil Vasile, deportat în noapte de 5-6 iulie. A fost arestat la orele 1 noaptea și ținut până s-a luminat de zi în casă. A fost arestat de către primarul satului și încă 3 soldați. A fost ținut la Strășeni 3 zile, apoi au fost urcați în tren și duși la Omsk. Au fost transportați în vagoane de vite. De la Omsk au mers cu vaporul 6 zile, apoi transportați cu barca în Siberia. Vasile a lucrat 2 ani la potcovit cai, apoi a lucrat la construit case, la tăiat lemne, etc. Timp de 9 ani au fost chinuiți, și batjocoriți de ideile staliniste. Au fost ținuți sub o politică aspră. În 1958 s-a reîntors în Moldova, satul Zamciogi.
Multe jertfe a înghițit pământul siberian, multe tinere mureau cu boli diferite, cu vârste cuprinse între 24-25 de ani. Bărbații mureau de frig și foame pentru un salariu de 10 ruble. Amintirile victimelor ce au supraviețuit acel calvar vor fi mereu sursa principală a descoperiri istoriei noastre.  

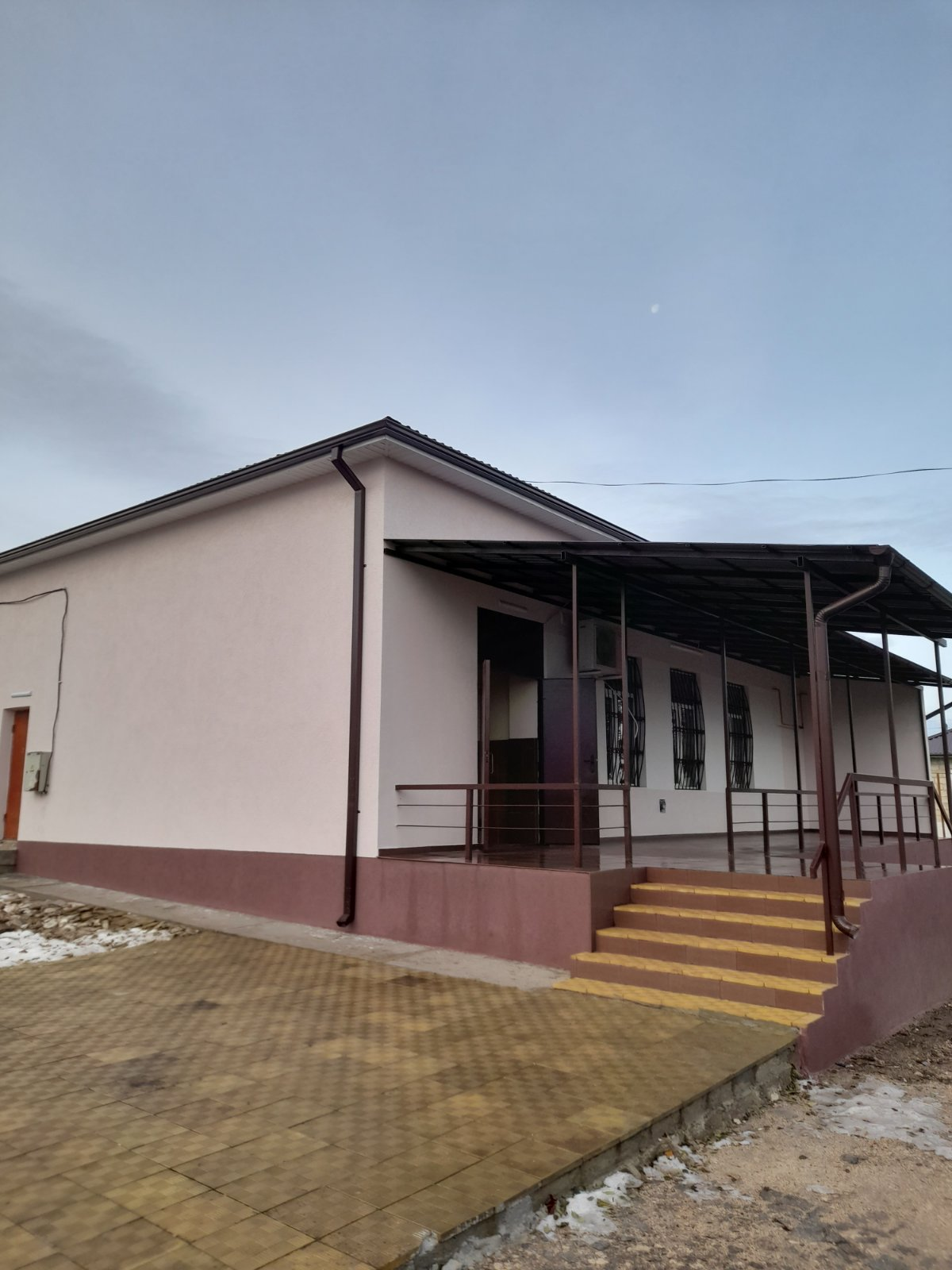

### RSS Moldovenească
La recensământul sovietic unional desfășurat în anul 1989 în satul Zamciogi au fost înregistrați 1215 locuitori, inclusiv 1203 - moldoveni/români, 4 - ruși; 6 - ucraineni și 2 găgăuzi.

## Populația
Structura etnică a populației (2004)
     Moldoveni/Români (99,4%)
     Alte etnii (0,6%)
Numărul populației după recensământul din 2004 constituie 1082 de oameni, inclusiv 513 bărbați și 569 femei.
Structura etnică a populației în anul 2004, este reprezentată astfel: români/moldoveni - 1.075 persoane; ruși - 4 pers; ucraineni - 3 pers.

## Social
Locuitori acestui sat practică profesiile de: agricultori, învățători, constructori. Aceștia beneficiază pe teritoriul satului de: magazine, centru medical, biserică, grădiniță. 

## Personalități
- Lilan Carp (n. 12 octombrie 1978) - politician, deputat în Parlamentul Republicii Moldova;
- Manole Brihuneț (n. 25 aprilie 1962) - teolog, profesor universitar, membru al Comisiei Naționale de Heraldică;
- Veaceslav Manolachi (n. 27 martie 1958) - maestru al sportului, antrenor emerit al Republicii Moldova, doctor habilitat, profesor universitar, etc.
- Răbdău Petru (n. 12 septembrie 1983) - primar al comunei Rădeni.

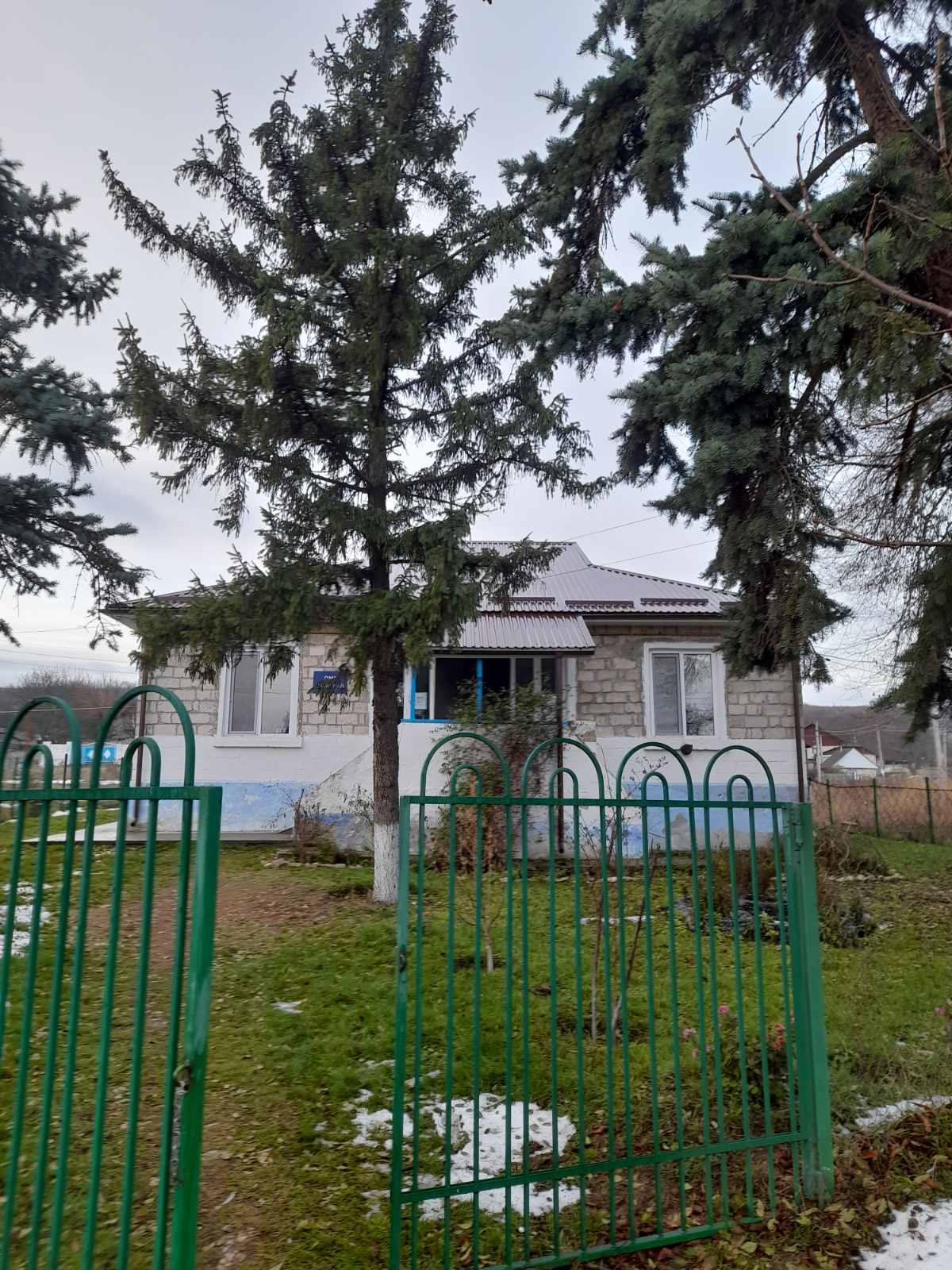